# Larinia dasia
Larinia dasia är en spindelart som först beskrevs av Roberts 1983.  Larinia dasia ingår i släktet Larinia och familjen hjulspindlar.
Artens utbredningsområde är Aldabra. Inga underarter finns listade i Catalogue of Life.